# Hanneke Vrome
Hanneke Vrome (o Hanneke Wrome) fue una embarcación hanseática del siglo XV que se hundió en Raseborg, Finlandia, el 20 de noviembre de 1468, cargada con un valioso contenido que incluía miel, telas y 10 000 florines. Se desconoce la ubicación exacta de su naufragio.

## Hundimiento
El Hanneke Vrome formaba parte de un convoy de cuatro barcos que zarpó en el invierno de 1468 de Lübeck a Estocolmo, dos de los cuales continuaron hacia la ciudad hanseática de Tallin, entonces conocida como Reval. Llevaba 180 pasajeros, incluidos miembros del Zirkelgesellschaft, una fraternidad de comerciantes de larga distancia. En él también viajaban la esposa e hijo de Laurens Axelsson (Tott), feudo del castillo de Raseborg. Estaba fuertemente armado debido a una guerra en curso entre Suecia y Dinamarca.
Cuando los barcos casi habían llegado a su destino, un fuerte vendaval los obligó a dar media vuelta y regresar hacia la costa finlandesa. En la noche del 20 de noviembre, el Hanneke Vrome zozobró junto con todos sus pasajeros y tripulación. El hundimiento fue presenciado por personas en el barco escolta más pequeño que navegaba a su lado, pero no se pudo hacer nada debido a la oscuridad y el mal tiempo. Según testigos presenciales, el hundimiento se dio en un abrir y cerrar de ojos. El barco escolta llegó más tarde a Reval con la noticia.

## Consecuensias
Después del hundimiento, los lugareños recolectaron cantidades significativas de restos flotantes en las costas de Raseborg. Esto dio lugar a una larga correspondencia diplomática entre Lübeck, Estocolmo, Reval y Laurens Axelsson (Tott), que consideraba el cargamento rescatado como suyo. Gracias a esta correspondencia se sabe, por ejemplo, que los campesinos locales vendieron parte del cargamento en Hitis y posteriormente fueron detenidos. Esta disputa también llevó a los comerciantes hanseáticos a enviar el manifiesto del barco a Reval con la esperanza de recuperar parte de la carga perdida. El mismo permanece hasta en los archivos de la ciudad de Tallin.

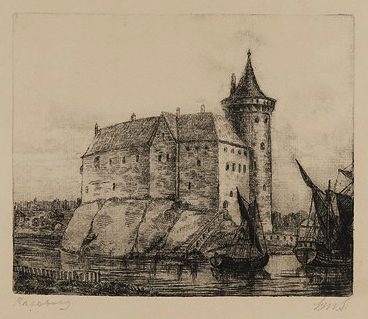
Castillo de Raseborg en el siglo XVI

En Lübeck se erigió una gran cruz de piedra en el puerto de Trave para conmemorar el hundimiento, aunque desde entonces ha sido destruida. La historia del Hanneke Vrome también se inscribió en cuatro pilares de la Marienkirche a finales del siglo XVII o principios del XVIII. En Finlandia, Laurens Axelsson (Tott) dedicó una iglesia de piedra en Karis a Santa Catalina en memoria de su difunta esposa, fallecida en el hundimiento.

## Ubicación del naufragio
En mayo de 2015, un equipo de buceo arqueológico dirigido por Rauno Koivusaari anunció que habían encontrado los restos del naufragio. Koivusaari había descubierto previamente los restos del Vrouw Maria, un mercader holandés del siglo XVIII que naufragó con objetos preciosos, incluidas obras de arte pertenecientes a Catalina la Grande. El campo de escombros consistía de tablas de roble, quilla, mástil, ancla y elementos más pequeños encontrados a una profundidad de 9 a 23 metros (30 a 75 pies). En el otoño de ese mismo año, la Agencia de Patrimonio de Finlandia realizó estudios de campo en el sitio, incluido el muestreo dendrocronológico. Esto posteriormente demostró que no se trataba del naufragio del Hanneke Vrome sino el de un barco construido después de 1715.
Se cree que los restos del naufragio se encuentran en algún lugar de la costa al este de Hanko y al oeste de Porkkala.